# Potenciálová bariéra
Potenciálová bariéra je ve fyzice takové rozložení potenciálu, že jeho hodnota je v určité (omezené) oblasti nenulová, přičemž se předpokládá, že je (aspoň přibližně) konstantní, konečná a kladná, zatímco mimo tuto oblast je hodnota potenciálu nulová.
V jednorozměrném případě je možné potenciálovou bariéru vyjádřit potenciálem
{\displaystyle V=\left\{{\begin{matrix}0&{\mbox{ pro }}x<0{\mbox{ a }}x>a\\V_{0}&{\mbox{ pro }}0<x<a\end{matrix}}\right.}
Potenciálová bariéra umožňuje v kvantové mechanice popsat základní vlastní vlastnosti kvantového tunelování.
Obdobným případem jako potenciálová bariéra je potenciálová jáma, kde je {\displaystyle V_{0}<0}.

## Klasická mechanika
V klasické mechanice je pohyb částic povolený pouze v oblasti, kde je energie {\displaystyle E} částice menší než hodnota potenciálu.
Pokud se tedy částice s {\displaystyle E<V_{0}} pohybuje směrem k potenciálové bariéře, potom se může pohybovat pouze mimo oblast {\displaystyle 0<x<a}. Do oblasti {\displaystyle 0<x<a} taková částice nemůže vstoupit. V klasické mechanice se tedy částice nacházející se v oblasti {\displaystyle x<0} nemůže dostat do oblasti {\displaystyle x>a} a naopak. Potenciálová bariéra je pro takové částice nepropustnou stěnou, která odděluje obě oblasti {\displaystyle x<0} a {\displaystyle x>a}.
Částice s {\displaystyle E>V_{0}} se může pohybovat i v oblasti {\displaystyle 0<x<a} a může tedy přes potenciálovou bariéru procházet. Tato klasická částice pohybující se směrem k potenciálové bariéře přes tuto bariéru vždy projde, tzn. nikdy nedojde k jejímu odrazu. K odrazu částice od bariéry dochází pouze v případě {\displaystyle E<V_{0}}.

## Kvantová mechanika
V kvantové mechanice se vlastnosti částice určí řešením odpovídající Schrödingerovy rovnice.
Stacionární Schrödingerovu rovnici vyjádříme zvlášť pro oblast {\displaystyle x<0}, oblast {\displaystyle 0<x<a} a pro oblast {\displaystyle x>a}. V bodech {\displaystyle x=0} a {\displaystyle x=a} je přitom požadováno, aby vlnová funkce byla spojitá včetně své první derivace.
Schrödingerovy rovnice tedy mají tvar
{\displaystyle {\begin{matrix}{\frac {\mathrm {d} ^{2}\psi _{I}}{\mathrm {d} x^{2}}}+{\frac {2mE}{\hbar ^{2}}}\psi _{I}=0&{\mbox{ pre }}x<0\\{\frac {\mathrm {d} ^{2}\psi _{II}}{\mathrm {d} x^{2}}}+{\frac {2m(E-V_{0})}{\hbar ^{2}}}\psi _{II}=0&{\mbox{ pre }}0<x<a\\{\frac {\mathrm {d} ^{2}\psi _{III}}{\mathrm {d} x^{2}}}+{\frac {2mE}{\hbar ^{2}}}\psi _{III}=0&{\mbox{ pre }}x>a\end{matrix}}}
Charakter řešení se liší podle toho, zda celková energie částice {\displaystyle E} je větší, anebo menší než výška potenciálové bariéry {\displaystyle V_{0}}. Výslednou vlnovou funkci je možné rozdělit na několik částí. Především na dopadající vlnu, která souvisí s volnou částicí pohybující se směrem k potenciálové bariéře ze záporného nekonečna (tedy v oblasti {\displaystyle x<0}). Dále můžeme uvažovat, že vlna se po dopadu částečně odrazí a částečně bude procházet do oblasti {\displaystyle 0<x<a}. V této oblasti postupuje vlna dále k bodu {\displaystyle x=a}, kde prochází druhým potenciálovým skokem, od kterého se opět částečně odráží a částečně projde do oblasti {\displaystyle x>a}. V oblasti x < 0 tedy bude výsledná vlna {\displaystyle \psi _{I}} popsaná superpozicí dopadající vlny pohybující se ve směru {\displaystyle +x} a odražené vlny pohybující se ve směru {\displaystyle -x}. Podobně v oblasti {\displaystyle 0<x<a} je možné výslednou vlnu {\displaystyle \psi _{II}} popsat jako superpozici vln z obou směrů, zatímco v oblasti {\displaystyle x>a} je možné najít pouze prošlou vlnu {\displaystyle \psi _{III}} pohybující se ve směru {\displaystyle +x}.

## Případ E>V0
Když zavedeme konstanty
{\displaystyle k_{I}^{2}={\frac {2mE}{\hbar ^{2}}}}
{\displaystyle k_{II}^{2}={\frac {2m(E-V_{0})}{\hbar ^{2}}}}
potom je možné obecné řešení vyjádřit ve tvaru
{\displaystyle \psi _{I}=A\mathrm {e} ^{\mathrm {i} k_{I}x}+B\mathrm {e} ^{-\mathrm {i} k_{I}x}}
{\displaystyle \psi _{II}=C\mathrm {e} ^{\mathrm {i} k_{II}x}+D\mathrm {e} ^{-\mathrm {i} k_{II}x}}
{\displaystyle \psi _{III}=F\mathrm {e} ^{\mathrm {i} k_{I}x}+G\mathrm {e} ^{-\mathrm {i} k_{I}x}}
Vzhledem k tomu, že podle předpokladu se částice pohybuje ze záporného nekonečna, bude koeficient u členu popisujícího v oblasti {\displaystyle x>a} pohyb směrem k bariéře nulový, tzn. {\displaystyle G=0}.
Z podmínky spojitosti vlnové funkce a její první derivace v bodech {\displaystyle x=0} a {\displaystyle x=a}, tzn. na základě rovností {\displaystyle \psi _{I}(0)=\psi _{II}(0)}, {\displaystyle \psi _{I}^{\prime }(0)=\psi _{II}^{\prime }(0)}, {\displaystyle \psi _{II}(a)=\psi _{III}(a)} a {\displaystyle \psi _{II}^{\prime }(a)=\psi _{III}^{\prime }(a)}, dostaneme podmínky umožňující určit koeficienty {\displaystyle A,B,C,D,F}, tzn.
{\displaystyle A+B=C+D}
{\displaystyle \mathrm {i} k_{I}(A-B)=\mathrm {i} k_{II}(C-D)}
{\displaystyle C\mathrm {e} ^{\mathrm {i} k_{II}a}+D\mathrm {e} ^{-\mathrm {i} k_{II}a}=F\mathrm {e} ^{\mathrm {i} k_{I}a}}
{\displaystyle \mathrm {i} k_{II}\left(C\mathrm {e} ^{\mathrm {i} k_{II}a}-D\mathrm {e} ^{-\mathrm {i} k_{II}a}\right)=\mathrm {i} k_{I}F\mathrm {e} ^{\mathrm {i} k_{I}a}}
Pravděpodobnost průchodu kvantové částice skrz bariéru je možné pro {\displaystyle E>V_{0}} vyjádřit vztahem
{\displaystyle T={\left|{\frac {F}{A}}\right|}^{2}={\frac {1}{1+{\frac {1}{4}}{\left({\sqrt {\frac {E}{V_{0}-E}}}+{\sqrt {\frac {V_{0}-E}{E}}}\right)}^{2}\sinh ^{2}{\sqrt {\frac {8m(V_{0}+E)}{\hbar ^{2}}}}a}}}
Pravděpodobnost odrazu od bariéry se rovná
{\displaystyle R={\left|{\frac {B}{A}}\right|}^{2}=1-T}
Pro libovolně široký a vysoký potenciálový val je tato pravděpodobnost nenulová. Tato pravděpodobnost však s rostoucí šířkou valu a rostoucím rozdílem energií {\displaystyle V_{-}E} velmi rychle klesá. Z tohoto důvodu je tedy při makroskopických procesech tento jev zanedbatelný a není potřebné ho uvažovat.

## Případ E<V0
Když zavedeme konstanty
{\displaystyle k_{I}^{2}={\frac {2mE}{\hbar ^{2}}}}
{\displaystyle k_{II}^{2}={\frac {2m(V_{0}-E)}{\hbar ^{2}}}}
potom je obecné řešení možné vyjádřit ve tvaru
{\displaystyle \psi _{I}=A\mathrm {e} ^{\mathrm {i} k_{I}x}+B\mathrm {e} ^{-\mathrm {i} k_{I}x}}
{\displaystyle \psi _{II}=C\mathrm {e} ^{-k_{II}x}+D\mathrm {e} ^{k_{II}x}}
{\displaystyle \psi _{III}=F\mathrm {e} ^{\mathrm {i} k_{I}x}+G\mathrm {e} ^{-\mathrm {i} k_{I}x}}
Vzhledem k tomu, že podle předpokladu se částice pohybuje ze záporného nekonečna, bude koeficient členu popisujícího v oblasti {\displaystyle x>a} pohyb směrem k bariéře nulový, tzn. {\displaystyle G=0}.
Z podmínky spojitosti vlnové funkce a její první derivace v bodech {\displaystyle x=0} a {\displaystyle x=a}, tzn. na základě rovnosti {\displaystyle \psi _{I}(0)=\psi _{II}(0)}, {\displaystyle \psi _{I}^{\prime }(0)=\psi _{II}^{\prime }(0)}, {\displaystyle \psi _{II}(a)=\psi _{III}(a)} a {\displaystyle \psi _{II}^{\prime }(a)=\psi _{III}^{\prime }(a)}, dostaneme podmínky umožňující určit koeficienty {\displaystyle A,B,C,D,F}, tzn.
{\displaystyle A+B=C+D}
{\displaystyle \mathrm {i} k_{I}(A-B)=-k_{II}(C-D)}
{\displaystyle C\mathrm {e} ^{-k_{II}a}+D\mathrm {e} ^{k_{II}a}=F\mathrm {e} ^{\mathrm {i} k_{I}a}}
{\displaystyle -k_{II}\left(C\mathrm {e} ^{-k_{II}a}-D\mathrm {e} ^{k_{II}a}\right)=\mathrm {i} k_{I}F\mathrm {e} ^{\mathrm {i} k_{I}a}}
Pravděpodobnost průchodu částice bariérou je možné vyjádřit jako
{\displaystyle T=={\frac {1}{1+{\frac {V_{0}^{2}\sinh ^{2}(k_{II}a)}{4E(V_{0}-E)}}}}}
Částice dopadající na potenciálový val se tedy podle kvantové mechaniky nemusí vždy odrazit, ale může bariérou s určitou pravděpodobností projít. Průchod částice bariérou je čistě kvantový jev, se kterým se v klasické mechanice nesetkáme. Tento jev se označuje jako tunelový jev anebo kvantové tunelování.